# Habergham Eaves
Habergham Eaves is een civil parish in het bestuurlijke gebied Burnley, in het Engelse graafschap Lancashire met 1466 inwoners.